# Крикун Серафим Іванович
Серафим Іванович Крикун (19 липня (1 серпня) 1917, село Сахнівка, Київська губернія, тепер Черкаська область — 26 січня 2008, місто Київ) — український радянський діяч, генерал-майор. Перший заступник голови КДБ при РМ Української РСР; начальник Київської школи КДБ № 204. Депутати ВР УРСР 8-го скликання.

## Біографія
Військову службу розпочав у 1937 році в органах державної безпеки СРСР.
У 1940 році закінчив Українську міжкрайову школу Головного управління Державної безпеки НКВС в Харкові. З 1940 року працював слідчим в слідчих підрозділах НКВС-МДБ. Член ВКП(б) з 1940 року.
З 1946 року — на партійній роботі в апараті ЦК КП(б)У, до 1950 року — інструктор ЦК КП(б)У по західних областях.
У 1953 році закінчив Вищу партійну школу при ЦК КП України.
У 1953 році знову був направлений в органи МВС-КДБ, де займав посади: у 1954 році — начальник 4-го Управління МВС Української РСР; з 1954 по грудень 1956 року — начальник 4-го Управління КДБ при РМ Української РСР.
З січня 1957 по жовтень 1959 року — начальник Управління КДБ при РМ Української РСР по Київській області.
З жовтня 1959 до червня 1962 року — начальник 2-го Управління КДБ при РМ Української РСР.
З червня 1962 до 21 серпня 1970 року — заступник голови КДБ при РМ Української РСР.
З 21 серпня 1970 до листопада 1974 року — перший заступник голови КДБ при РМ Української РСР.
З листопада 1974 по січень 1983 року — начальник Київської школи КДБ № 204.
З 1983 року — у відставці в Києві.

## Звання
- генерал-майор (16.12.1965)

## Нагороди та відзнаки
- Два ордени Червоного Прапора
- Два ордени Червоної Зірки
- Почесна грамота Президії Верховної Ради Української РСР (.07.1967)